# Oran/Tafaraoui

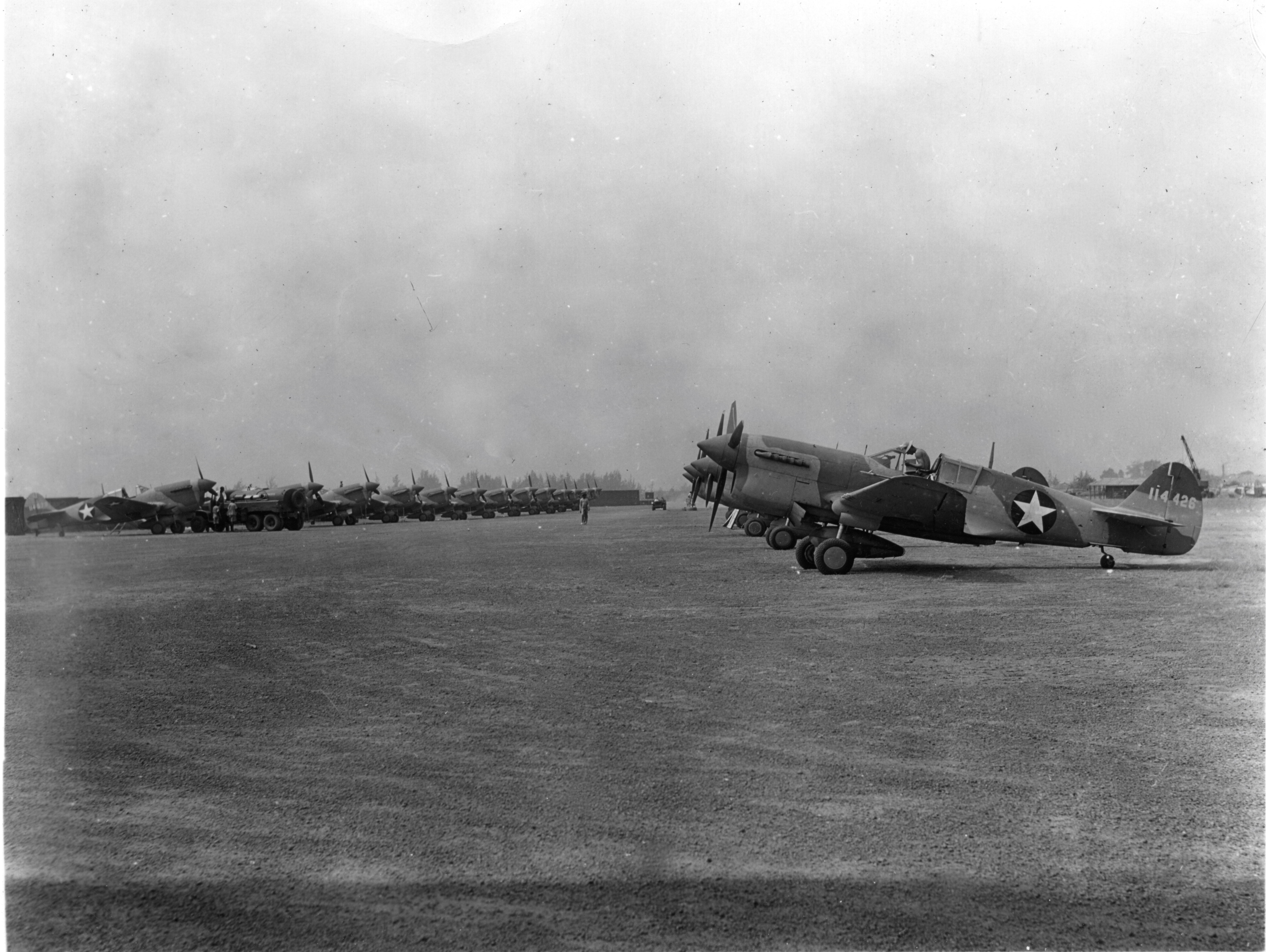
Curtiss P-40 Warhawk, Tafaraoui base, 1943.

Oran/Tafaraoui är en flygplats i Algeriet. Den ligger i den norra delen av landet, 300 km väster om huvudstaden Alger. Oran/Tafaraoui ligger 112 meter över havet.
Terrängen runt Oran/Tafaraoui är platt åt nordväst, men åt sydost är den kuperad. Runt Oran/Tafaraoui är det tätbefolkat, med 257 invånare per kvadratkilometer. Närmaste större samhälle är Oran, 19,2 km nordväst om Oran/Tafaraoui. Trakten runt Oran/Tafaraoui består till största delen av jordbruksmark.